# Gartempe (fiume)
La Gartempe è un fiume della Francia centro-settentrionale, affluente della Creuse, lungo 205 km. 

## Idronimia
Il nome del fiume è attestato sotto la forma Vartimpa (senza data), Vuartimpe nell'825, Guartimpa nell'886, Wartimpae fluvii (senza data), super fluvium Wartimpae (senza data), super fluvium Guartempa (senza data)
La « G- » iniziale della forma moderna è dovuta a un'influenza germanica, sulla « V- », iniziale di Vartimpa passata a W- : Wartimpa, poi Guartempa e Gartempe. In crescente, essa si scrive e si pronuncia dunque Gartempa. È un idronimo oscuro.

## Geografia
La Gartempe nasce nell'antica provincia della Marche a 629 m s.l.m., vicino a Pétillat, nel comune di Peyrabout, dipartimento della Creuse, e sfocia nella Creuse tra La Roche-Posay (Vienne) e Yzeures-sur-Creuse (Indre e Loira), dopo un percorso di 204.6 km.

## Immagini della Gartempe

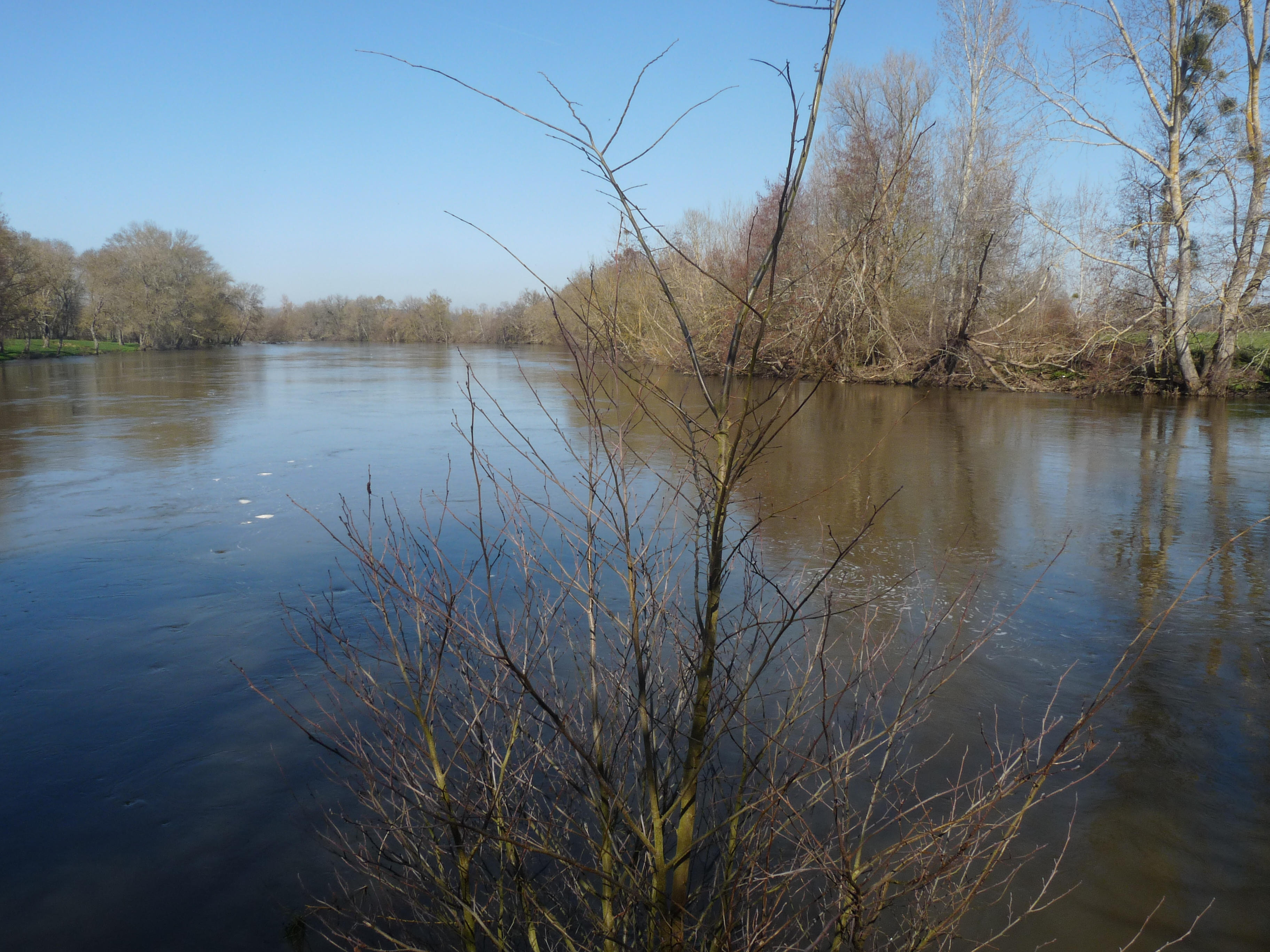
La confluenza con la Creuse nel 2014
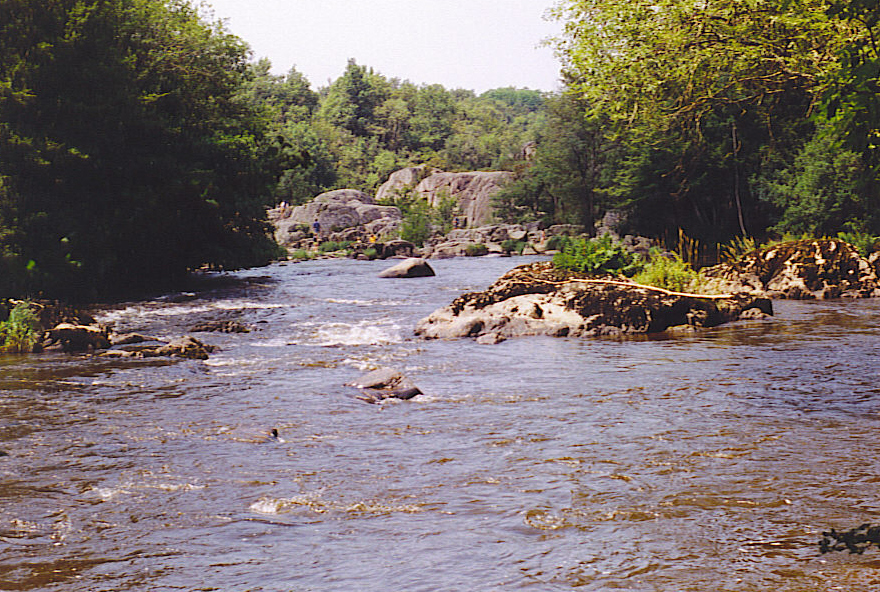
Le Porte dell'inferno, nel 2006
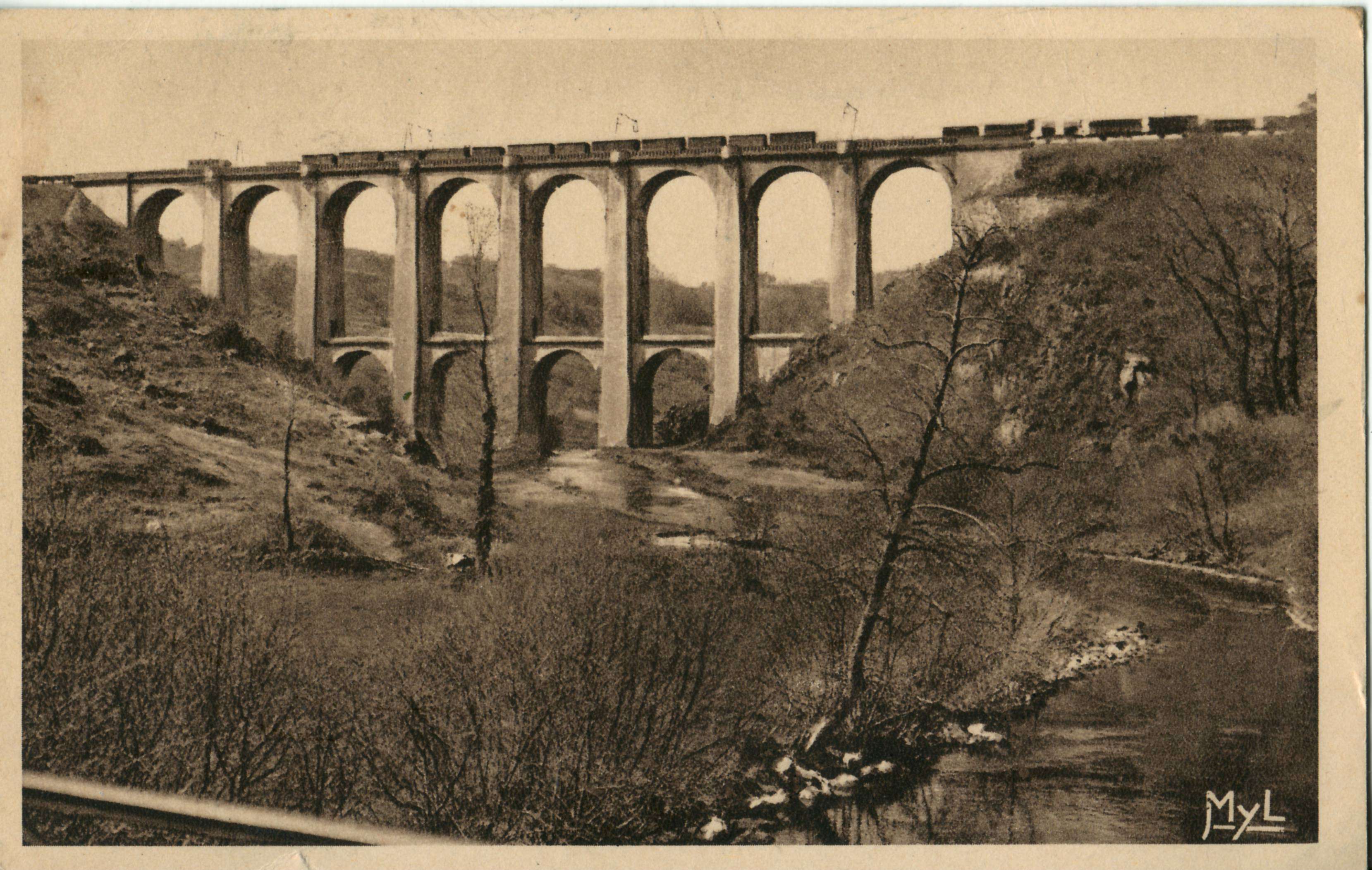
Il viadotto di Rocherolles, a Bersac-sur-Rivalier, nel 1920
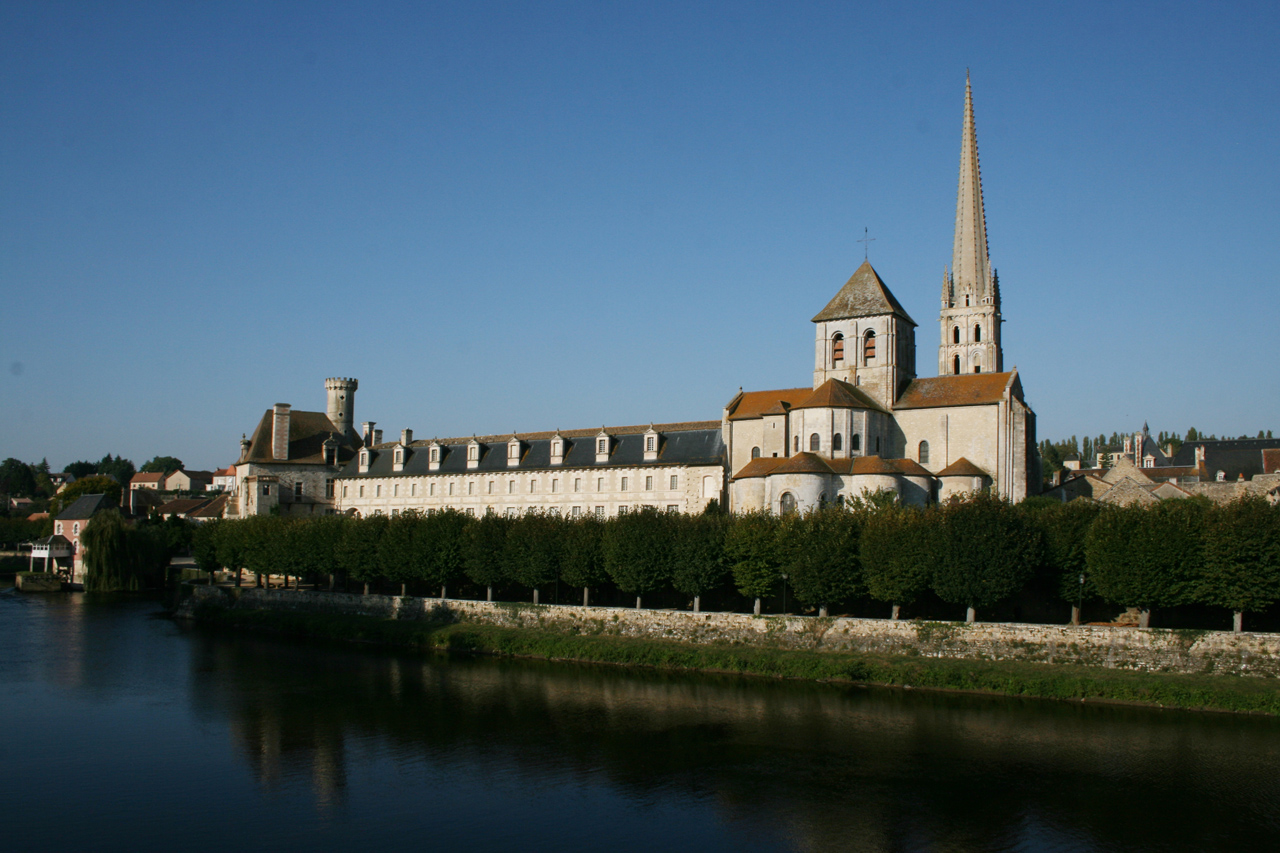
L'abbazia di Saint-Savin-sur-Gartempe, nel 2007
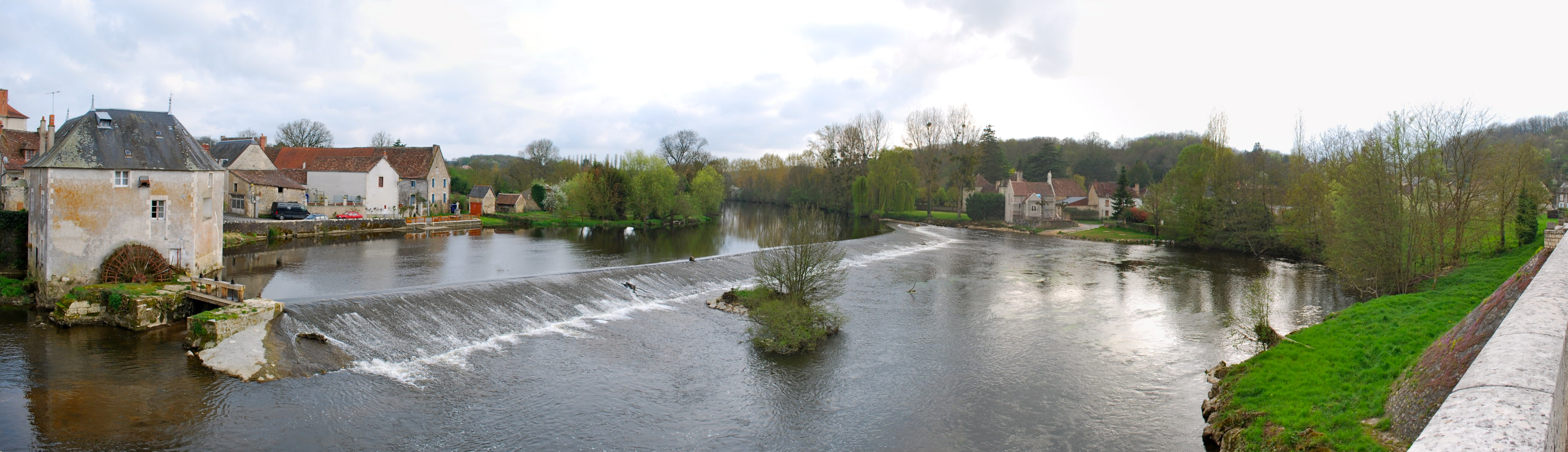
La Gartempe a Saint-Pierre-de-Maillé, nel 2011
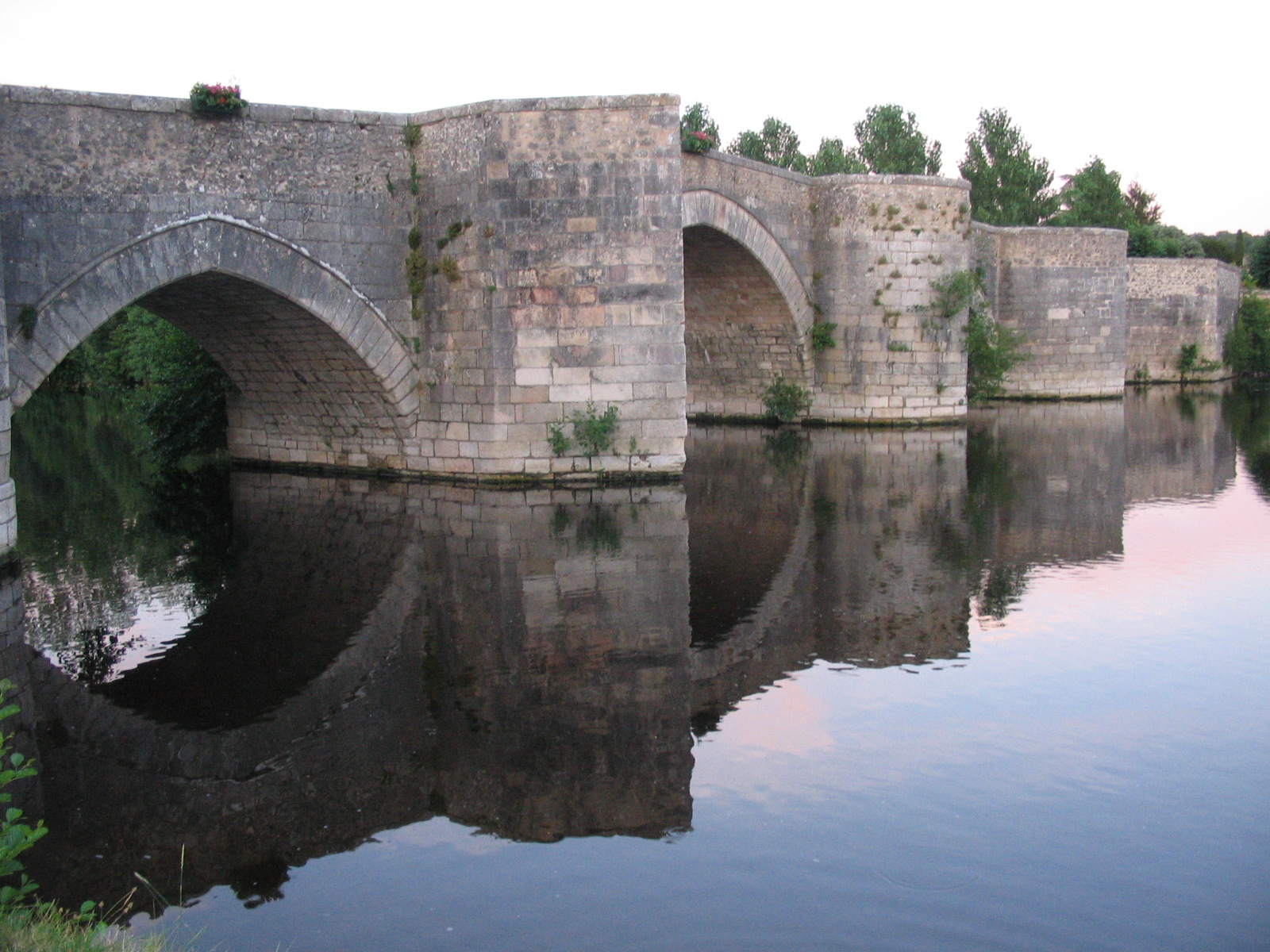
Il ponte di San Savino, nel 2006.